# Ореол плеохроїчний
Ореол плеохроїчний (рос. ореол плеохроический, англ. pleochroic halo; нім. pleochroitischer Hof m, Schein m) – концентричні зони різних відтінків коричневого кольору, які спостерігаються в деяких мінералах, що містять закисне залізо, яке під впливом альфа-частинок може окиснюватися до окисного. Ореоли звичайно розміщуються навколо включень циркону, монациту, ксенотиму, апатиту, сфену.